# Skjervøy
Skjervøy – norweskie miasto i gmina leżąca w okręgu Troms.
Skjervøy jest 213. norweską gminą pod względem powierzchni.

## Demografia
Według danych z roku 2005 gminę zamieszkuje 3003 osób, gęstość zaludnienia wynosi 6,35 os./km². Pod względem zaludnienia Skjervøy zajmuje 272. miejsce wśród norweskich gmin.
| ludność stan na 1 stycznia 2005 |         |           |       |
|                                 | kobiety | mężczyźni | razem |
| osób                            | 1542    | 1461      | 3003  |
| %                               | 51,35%  | 48,65%    | 100%  |

| wykształcenie stan na 1 października 2004 |        |         |        |        |
|                                           | podst. | średnie | wyższe | niezn. |
| osób                                      | 684    | 1315    | 290    | 47     |
| %                                         | 29,28% | 56,29%  | 12,41% | 2,01%  |

## Edukacja
Według danych z 1 października 2004:
- liczba szkół podstawowych (norw. grunnskolar): 4
- liczba uczniów szkół podst.: 464

## Władze gminy
Według danych na rok 2011 administratorem gminy (norw. rådmann) jest Reidar Mæland, natomiast burmistrzem (norw. ordfører, d. borgermester) jest Roy Lennart Waage.